# Castrinenteria
Castrinenteria es una familia de ácaros perteneciente al orden Mesostigmata.

## Especies
- Castrinenteria (Hirschmann, 1979)
  - Castrinenteria castrii (Hirschmann, 1972)
  - Castrinenteria loksai (Hirschmann, 1972)